# 林金莖
林 金莖（りん きんけい）は中華民国（台湾）の外交官。元駐日代表。
中華人民共和国成立前の上海・復旦大学に留学した後、台湾大学、早稲田大学で国際法を研究。高等文官試験行政官、弁護士、外交官資格を取得した。
中華民国法務部秘書官、台湾省政府民政庁課長、外交部日韓課長、中華民国駐大阪領事などを務め、中華民国駐日大使館政務参事官の職にあった1972年、日華断交に直面した。その後も一貫して日台関係に関与し、亜東関係協会副代表を経て、李登輝政権下の1993年から1996年まで駐日代表、1996年から2001年まで亜東関係協会会長、陳水扁政権で総統府国策顧問を務めた。
1988年、亜細亜大学大学院法学研究科で「戦後の日華関係と国際法」という論文（有斐閣から出版）により法学博士を取得。1992年には日華文化協会から第1回日華文化賞を受賞している。
2003年、台南県の長栄大学日本研究所教授に就くも、肝臓癌のため死去。

## 著書
- 『梅と桜――戦後の日華関係』（サンケイ出版、1984年3月）
- 『戦後の日華関係と国際法』（有斐閣、1987年1月）